# Menorca
Menorca (tiếng Catalunya: Menorca, IPA: [məˈnɔrkə]; tiếng Tây Ban Nha: Menorca, IPA: [meˈnorka]; từ tiếng Latinh: Insula Minor, sau này Minorica "đảo nhỏ") là một đảo của quần đảo Baleares thuộc Tây Ban Nha, nằm trong Địa Trung Hải. Tên "đảo nhỏ" xuất phát từ kích cỡ đảo, đối lập với "đảo lớn" Mallorca gần đó.
Menorca có dân số khoảng 94.383 (2010). Đảo nằm ở tọa độ 39°47' đến 40°00'B, 3°52' đến 4°24'Đ. Điểm cao nhất trên đảo là El Toro hay Monte Toro, cao 358 m so với mực nước biển. Đảo này được biết đến với bộ sưu tập của tượng đài đá cự thạch: navetes, taules và talaiots, cho thấy từ rất sớm đã có hoạt động của người tiền sử tại đây. Một số nền văn hóa xưa nhất trên đảo Menorca bị ảnh hưởng bởi các nền văn hóa khác trong vùng Địa Trung Hải, gồm cả văn hóa Minoa Hy Lạp từ đảo Crete. Chẳng hạn, việc sử dụng các cột gỗ dựng ngược tại cung điện Knossos được cho là đã ảnh hưởng đến các tộc người đầu tiên của Menorca - những người đã bắt chước cách làm này.